# Comuna Kalînovîțea, Varva
Kalînovîțea (în ucraineană Калиновиця) este o comună în raionul Varva, regiunea Cernihiv, Ucraina, formată din satele Bulavivșciîna, Hrîhorivșciîna, Kalînovîțea (reședința) și Sireakivșciîna.

## Demografie
Componența lingvistică a comunei Kalînovîțea
     Ucraineană (95,65%)
     Rusă (3,43%)
     Alte limbi (0,23%)
Conform recensământului din 2001, majoritatea populației comunei Kalînovîțea era vorbitoare de ucraineană (95,65%), existând în minoritate și vorbitori de rusă (3,43%).